# 志水明
志水明（日语：志水アキ），日本漫畫家，福岡縣大牟田市出身。

## 作品列表

### 連載中
- 中禪寺老師妖怪講義錄 解謎就交給老師（原作：京極夏彥、《少年Magazine EDGE（日语：少年マガジンエッジ）》、講談社）
- 犬神Re（日语：犬神 (漫画)）（原作：外薗昌也、《LINE Manga》） - 單行本由朝日新聞出版發行）
- 各得其所（劇作：山田佳奈、《月刊Morning two》2022年5號 - ）

### 連載完結
- 異鄉之草 三國志連作集（《Comic三國志Magazine（日语：コミック三国志マガジン）》、Media Factory、全1冊）
- 怪・力・亂・神（日语：怪・力・乱・神 クワン）（《月刊COMIC FLAPPER（日语：コミックフラッパー）》、Media Factory、全7冊）
- 雲之聖涌歌（日语：雲のグラデュアーレ）（原作：木原浩勝、《月刊COMIC FLAPPER》、Media Factory、全4册）
- 幻想水滸傳3 - 命運的繼承者（Media Factory、全11冊）
- 夜刀神使（日语：夜刀の神つかい）（原作：奧瀨早紀（日语：奥瀬サキ）、《月刊Birz》、幻冬舎、全12冊）
- 龜速快遞（《別冊少年Magazine》、講談社、全2冊）
- 魍魉之匣（原作：京極夏彥、《Comic怪（日语：コミック怪）》、角川書店、全5冊）
- 狂骨之夢（原作：京極夏彥、《Comic怪》、角川書店、全5冊）
- 姑獲鳥之夏（原作：京極夏彦、《Comic怪》→《怪（日语：怪 (ムック)）》、角川書店、全4冊）
- 百器徒然袋（原作：京極夏彦、《Comic怪》→《月刊Asuka》、角川書店、全6冊）
- 絡新婦之理（原作：京極夏彦、《Magazine SPECIAL》、講談社、全4冊）
- 鐵鼠之檻（原作：京極夏彦、《少年Magazine EDGE（日语：少年マガジンエッジ）》、講談社、全5冊）
- 雛接村（《Nemuki+（日语：Nemuki+）》、朝日新聞出版、全1冊）

### 遊戲
- After Devil Force ～狂王的後継者～（日语：After Devil Force〜狂王の後継者〜）（原作：LOGiN（日语：ログイン (雑誌)））
- 戰國BASARA2（第弐衣装設計）

## 相關項目
- 幻想水滸傳系列

## 外部連結
- Twitter （页面存档备份，存于）
- 人物設定圖 （页面存档备份，存于）